# Farní sbor Českobratrské církve evangelické v Sněžném na Moravě
Farní sbor Českobratrské církve evangelické v Sněžném na Moravě je sborem Českobratrské církve evangelické v Sněžném na Moravě. Sbor spadá pod Horácký seniorát.
Farářkou sboru je Martina Kadlecová a kurátorem Pavel Konvalinka.

## Faráři sboru
- Josef Souček (1891–1895)
- František Rozbořil (1904–1924)
- Adolf Pospíšil (1931–1945)
- Bohumil Betka (1940–1957)
- Jan Mamula (1990–1997)
- Michal Vogl (2000–2012)
- Michael Erdinger (2012-2018)
- Martina Kadlecová (od 2021)

## Bohoslužby
Ve Sněžném jsou v sídle sboru pravidlné bohoslužby v 9:30. 
 V kazatelské stanici v Křižánkách jsou bohoslužby v 8:15, avšak je třeba sledovat aktuální rozpis bohoslužeb na webu sboru.